# 비트 셀
비트 셀(bit cell)은 하나의 단일 비트가 기록되는 자기 테이프의 길이, 디스크 표면의 면적, 또는 집적 회로의 일부이다. 하나의 2진수를 나타내는, 테이프나 디스크 위의 자화된 영역이다. 비트 셀의 크기가 작을수록 매체의 기억 밀도는 더 좋아진다.
자기 디스크에서 자기 선속이나 자기화는 비트 상태를 지시하기 위해 비트 셀의 경계에서 꼭 변화되지는 않는다. 이를테면 비트 셀 내에 자기 변화가 존재하면 상태 1을 기록할 수 있으며 이러한 변화가 없으면 상태 0을 기록한다. 그밖의 인코딩 또한 가능하다.

## 같이 보기
- 기억 장치

## 참고 문헌
- Software Preservation Society glossary entry for bit cell
- Hitachi research page on patterned magnetic media